# Piazza Bessarabia
Piazza Bessarabia (in ucraino Бессарабська площа?, Bessarabs'ka plošča) è un'importante piazza  posta all'estremità occidentale della via Chreščatyk, nel Distretto Ševčenko a Kiev, capitale ucraina.

## Storia

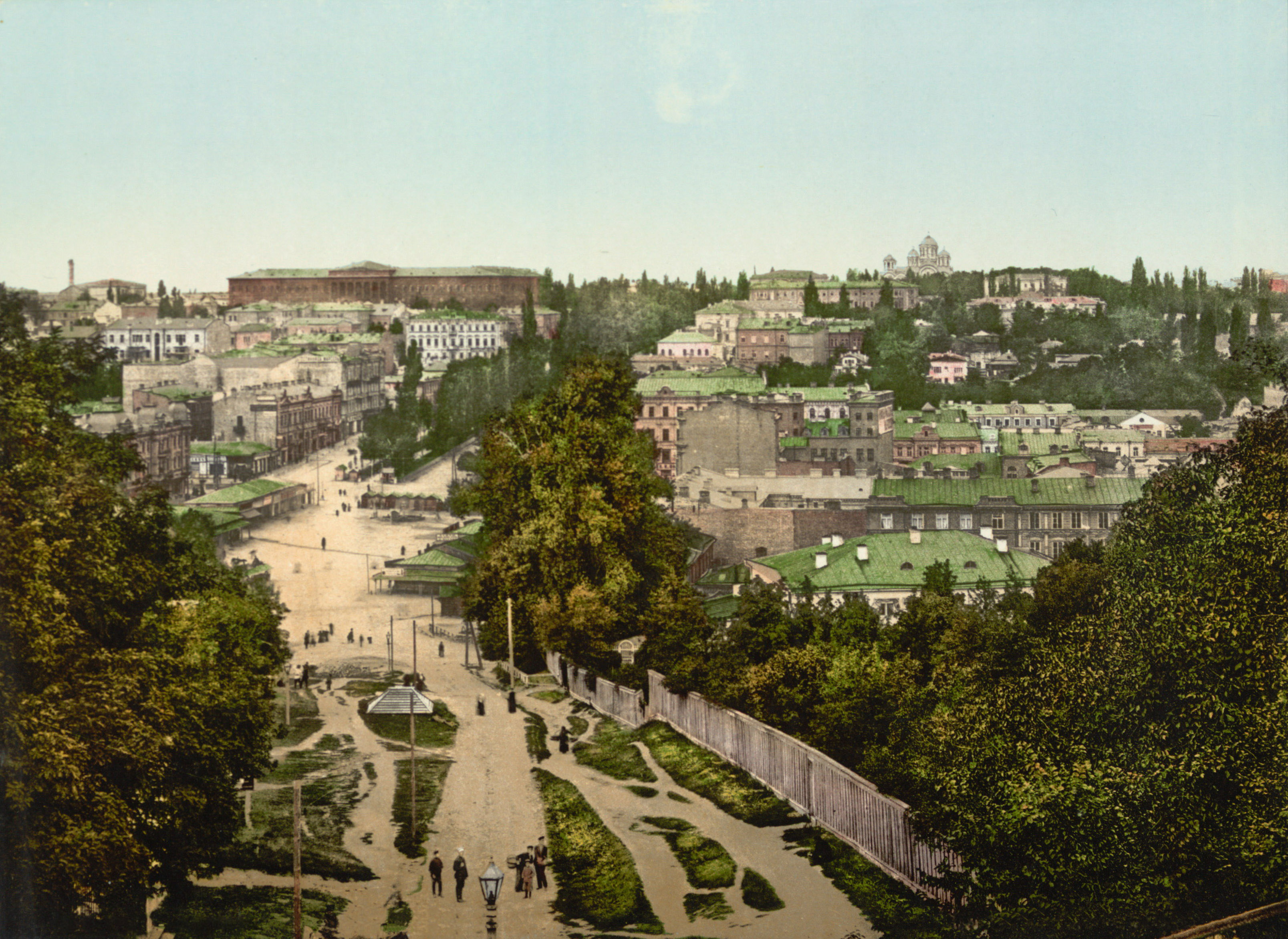
Immagine della piazza nel 1898

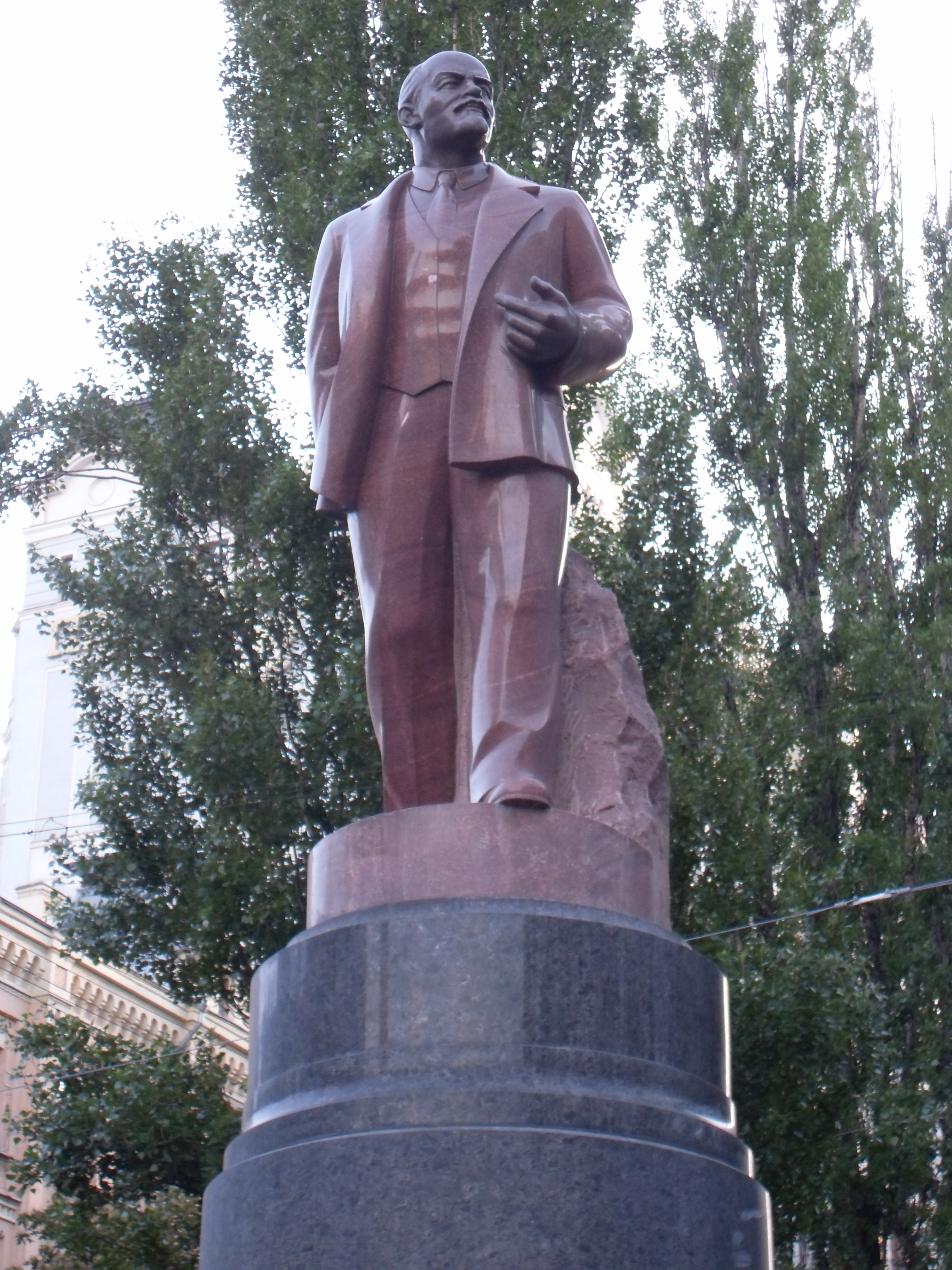
Monumento a Lenin che stava nella piazza prima della sua demolizione avvenuta nel 2015

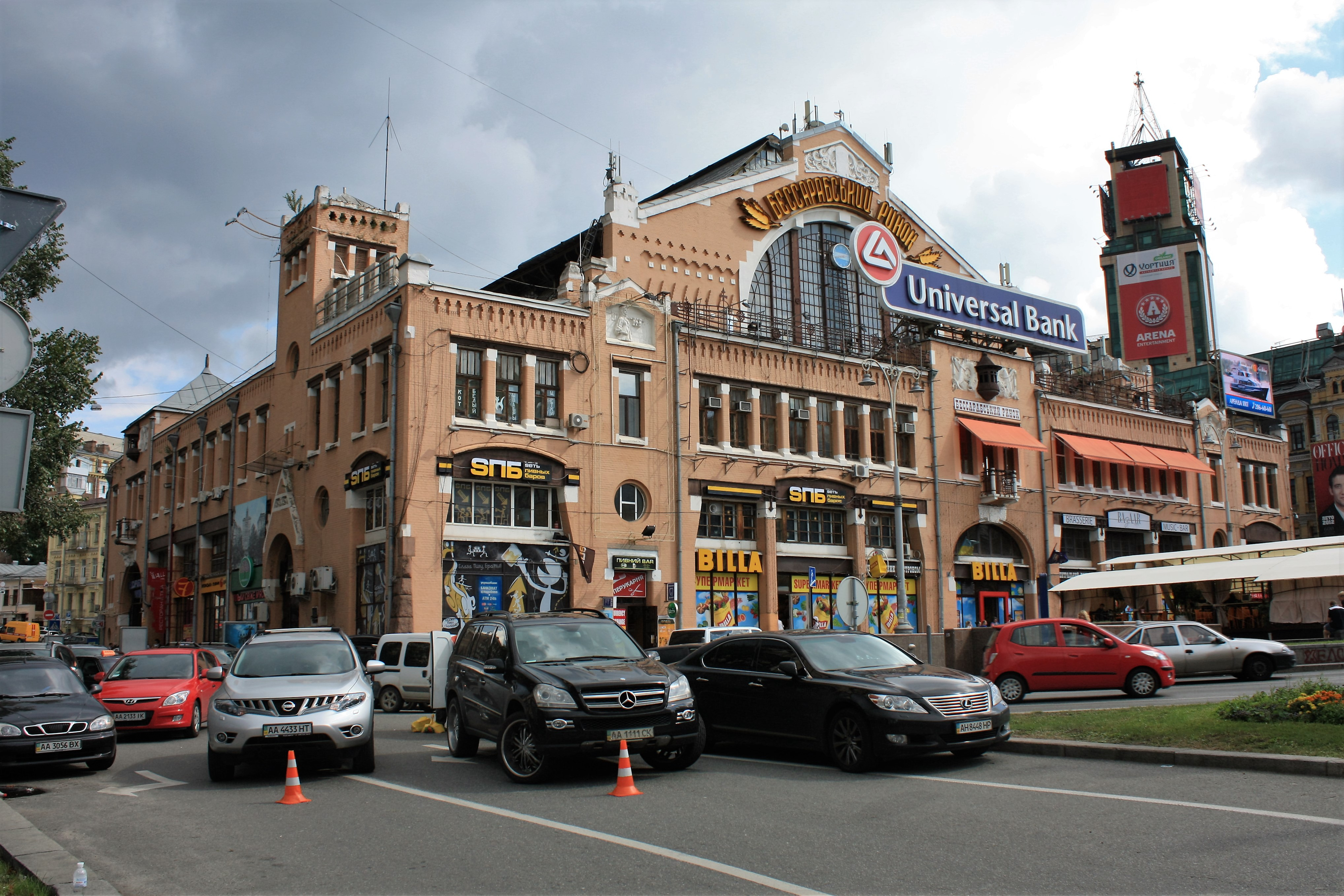
Mercato coperto Bessarabia

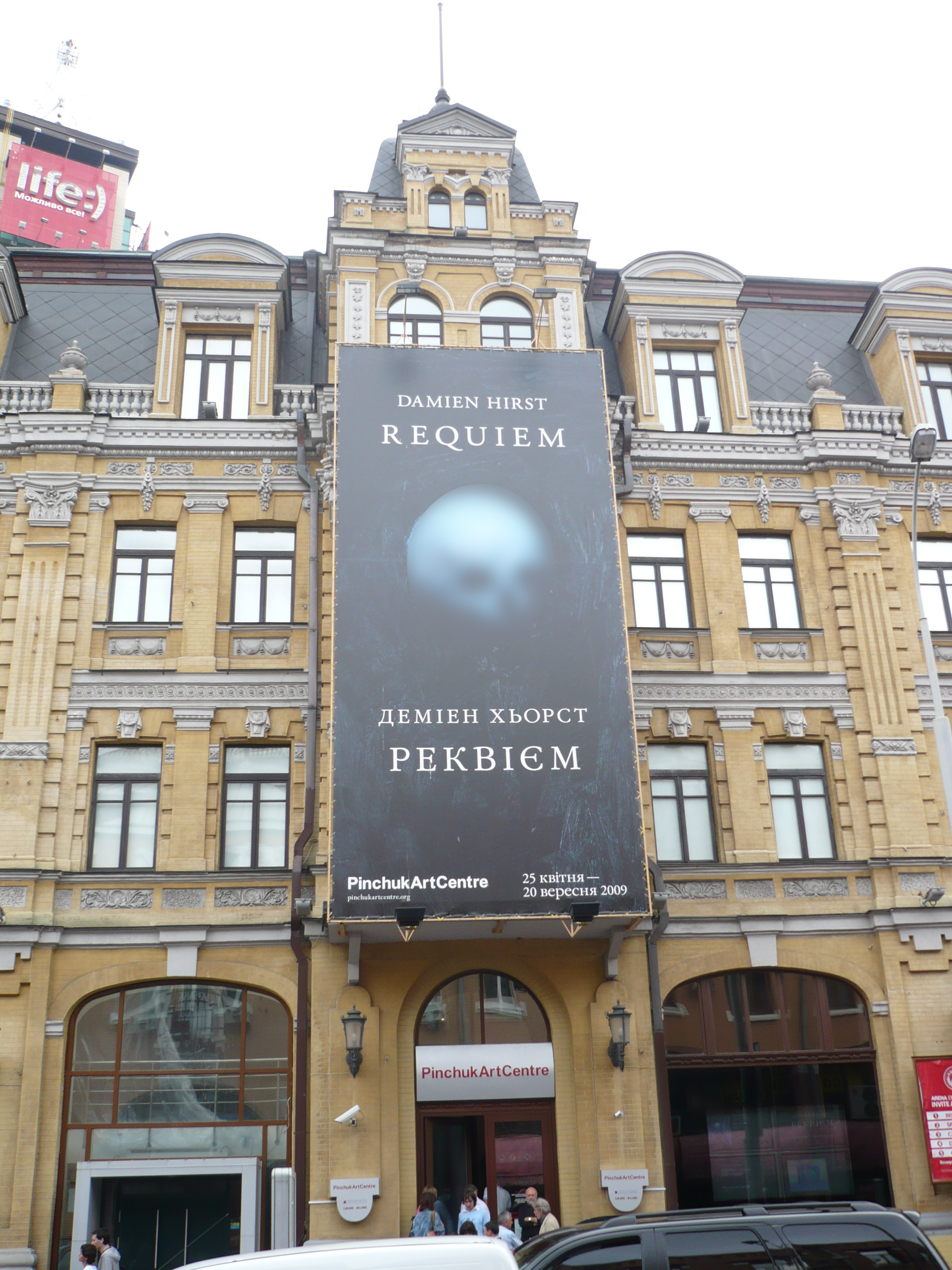
PinchukArtCentre

Dove poi venne costruita la piazza, sino all'inizio del XIX secolo, esisteva un cimitero della comunità luterana di Kiev, un laghetto e una stazione per diligenze.
Fu solo attorno alla metà del secolo che vi fu sistemato un mercato utilizzato dagli immigrati dalla Bessarabia che venivano a vendere i loro prodotti.
Sino al 2013 nella piazza era presente un monumento a Lenin.

## Descrizione
Viene unita dalla via Chreščatyk ad altre due importanti piazze: Majdan Nezaležnosti e la Piazza Europea.
La piazza è un centro direzionale con uffici e grandi spazi commerciali come il Metrohrad Shopping Complex sotterraneo, accanto alla stazione della metropolitana Chreščatyk.

## Monumenti e luoghi d'interesse
- Mercato coperto Bessarabia, costruito tra il 1910 e il 1912 su progetto dell'architetto polacco Henryk Julian Gay.[4]
- PinchukArtCentre, museo privato aperto dal magnate ucraino Viktor Pinčuk.[5]